# Alexander Seggelke
Alexander Seggelke (* 2. November 1979 in Hamburg) ist ein ehemaliger deutscher Basketballspieler. Während seiner Karriere absolvierte er 152 Spiele in der Basketball-Bundesliga (1020 Punkte, 394 Rebounds). Er spielte zuletzt bis 2011 für die Artland Dragons.

## Karriere
Seggelke betrieb als Jugendlicher Leichtathletik bei der LG Wedel-Pinneberg, unter anderem an der Seite des späteren Fußballprofis Hauke Brückner. Seggelke besuchte das Johann-Rist-Gymnasium in Wedel und wurde dort von einem Sportlehrer für den Basketballsport entdeckt. 1994 gewann er den Bundeswettbewerb Jugend trainiert für Olympia. In der Jugend des SC Rist Wedel war er Mannschaftskollege von Zoran Krezic und Marvin Willoughby. Seggelke spielte für die Norddeutschen in der 2. Basketball-Bundesliga. Im Spätsommer 2001 nahm er mit der deutschen Auswahl an der Universiade in Peking teil und wurde Vierter, zog sich im Turnierspiel gegen Russland allerdings einen Fußbruch zu. In der Saison 2001/02 war er bester Korbschütze der Wedeler Mannschaft. Aus wirtschaftlichen Gründen zog sich der Verein 2002 aus der Spielklasse zurück.
Seggelke wechselte dann innerhalb der Liga für eine Spielzeit zum Rhöndorfer TV, dort spielte er unter Trainer Berthold Bisselik, den er von seinen Einsätzen mit der deutschen A2-Nationalmannschaft kannte. Auch in Rhöndorf war er bester Korbschütze der Mannschaft und kam in der Saison 2002/03 auf einen Schnitt von 21,3 Punkten pro Begegnung. Im Sommer 2003 unterschrieb er beim rheinischen Nachbarn Bayer Giants Leverkusen in der Basketball-Bundesliga einen Zweijahresvertrag. Im selben Jahr nahm er mit Deutschlands Studentennationalmannschaft an der Universiade in Daegu teil und erreichte den zehnten Platz. In den zwei Jahren bei Leverkusen kam er über eine Rolle als Ergänzungsspieler nicht hinaus bei durchschnittlich knapp zehn Minuten Einsatzzeit pro Spiel im ersten Jahr und 15 Minuten im zweiten Jahr. Im Sommer 2005 nahm der Flügelspieler mit der deutschen Studentenauswahl an der Universiade in Izmir (Türkei) teil und erreichte mit der Mannschaft den fünften Rang.
2005 ging er in die zweite Liga zurück und spielte in Jena. In seiner neuen Mannschaft gehörte er zu den Führungsspielern und trug als einer der besten deutschen Spieler der 2. Liga mit durchschnittlich 17 Punkten pro Spiel erheblich zum Aufstieg des Vereins 2007 in die erste Bundesliga bei. Das Fachportal eurobasket.com zeichnete ihn als besten Spieler der Saison 2006/07 in der 2. Bundesliga Süd aus. Er kam für Jena im Laufe der Saison 2007/08 in 32 Bundesliga-Partien auf 10,8 Punkte je Einsatz und stand in 30 Spielen in der Anfangsaufstellung. Allerdings wurde der Klassenerhalt verfehlt, er spielte mit Jena deshalb 2008/09 wieder in der zweiten Liga.
2009 suchte Seggelke, mittlerweile Kapitän seiner Mannschaft, noch einmal die Herausforderung, in der höchsten deutschen Spielklasse zu spielen, und unterschrieb einen Vertrag bei den Artland Dragons. Mit den Niedersachsen nahm er in den Spielzeiten 2009/10 und 2010/11 auch am europäischen Vereinswettbewerb EuroChallenge teil. In der Saison 2009/10 brachte er es in der Bundesliga auf 7,6 Punkte pro Spiel, 2010/11 waren es 5 je Begegnung. Nachdem die Quakenbrücker ihm nach der Bundesliga-Saison 2010/11 keinen neuen Vertrag anboten, zog er es vor, seine professionelle Karriere zu beenden und sich auf ein Studium zu konzentrieren. Neben seiner eigentlichen Karriere als Basketballer hatte er noch einen Fernsehauftritt als Kandidat bei der Spielshow „Mein Mann kann“ auf Sat.1. Er absolvierte in Bremen ein Biologiestudium und weilte während des Studiums eine Zeit lang in Schweden. Er spielte zeitweilig in der Ü35-Mannschaft seines Heimatvereins SC Rist Wedel, mit der er 2016 deutscher Meister in dieser Altersklasse wurde. Im August 2016 übernahm er das Amt des Hauptgeschäftsführers beim Deutschen Angelfischerverband in Berlin.